# Lista de prefeitos de Teixeira de Freitas
Esta é a lista de prefeitos do município de Teixeira de Freitas, estado brasileiro da Bahia.
| Nº | Nome                                        | Imagem                                       | Partido                                          | Início do mandato      | Fim do mandato                          | Observações                           |
| 1  | Temoteo Alves de Brito                      |                                              | Partido da Frente Liberal PFL                    | 1° de janeiro de 1986  | 31 de dezembro de 1988                  | Prefeito eleito em sufrágio universal |
| 2  | Francistônio Alves Pinto                    |                                              | Partido do Movimento Democrático Brasileiro PMDB | 1° de janeiro de 1989  | 31 de dezembro de 1992                  | Prefeito eleito em sufrágio universal |
| 3  | Temoteo Alves de Brito                      |                                              | Partido da Reconstrução Nacional PRN             | 1° de janeiro de 1993  | 31 de dezembro de 1996                  | Prefeito eleito em sufrágio universal |
| 4  | Wagner Ramos Mendonça                       |                                              | Partido Liberal PL                               | 1° de janeiro de 1997  | 31 de dezembro de 2000                  | Prefeito eleito em sufrágio universal |
| 4  | Wagner Ramos Mendonça                       | 1° de janeiro de 2001                        | Partido Liberal PL                               | 31 de dezembro de 2004 | Prefeito reeleito em sufrágio universal |                                       |
| 5  | Apparecido Rodrigues Staut Padre Apparecido |                                              | Partido Social Democrata Cristão PSDC            | 1° de janeiro de 2005  | 31 de dezembro de 2008                  | Prefeito eleito em sufrágio universal |
| 5  | Apparecido Rodrigues Staut Padre Apparecido | Partido da Social Democracia Brasileira PSDB | 1° de janeiro de 2009                            | 31 de dezembro de 2012 | Prefeito reeleito em sufrágio universal |                                       |
| 6  | João Bosco Bittencourt                      |                                              | Partido dos Trabalhadores PT                     | 01 de janeiro de 2013  | 31 de dezembro de 2016                  | Prefeito eleito em sufrágio universal |
| 7  | Temoteo Alves de Brito                      |                                              | Partido Social Democrático PSD                   | 1° de janeiro de 2017  | 31 de dezembro de 2020                  | Prefeito eleito em sufrágio universal |
| 8  | Marcelo Gusmão Pontes Belitardo             |                                              | Democratas DEM                                   | 1° de janeiro de 2021  | 31 de dezembro de 2024                  | Prefeito eleito em sufrágio universal |
| 8  | Marcelo Gusmão Pontes Belitardo             | União Brasil UNIÃO                           | 1° de janeiro de 2025                            | Atualidade             | Prefeito reeleito em sufrágio universal |                                       |